# Клан (Верхняя Сона)
Клан (фр. Clans) — коммуна во Франции, находится в регионе Франш-Конте. Департамент — Верхняя Сона. Входит в состав кантона Се-сюр-Сон-э-Сент-Альбен. Округ коммуны — Везуль.
Код INSEE коммуны — 70301.

## География
Коммуна расположена приблизительно в 310 км к юго-востоку от Парижа, в 40 км севернее Безансона, в 9 км к западу от Везуля.

## Население
Население коммуны на 2010 год составляло 120 человек.
| 1962 | 1968 | 1975 | 1982 | 1990 | 1999 | 2010 |
| ---- | ---- | ---- | ---- | ---- | ---- | ---- |
| 114  | 92   | 90   | 100  | 120  | 119  | 120  |

## Экономика

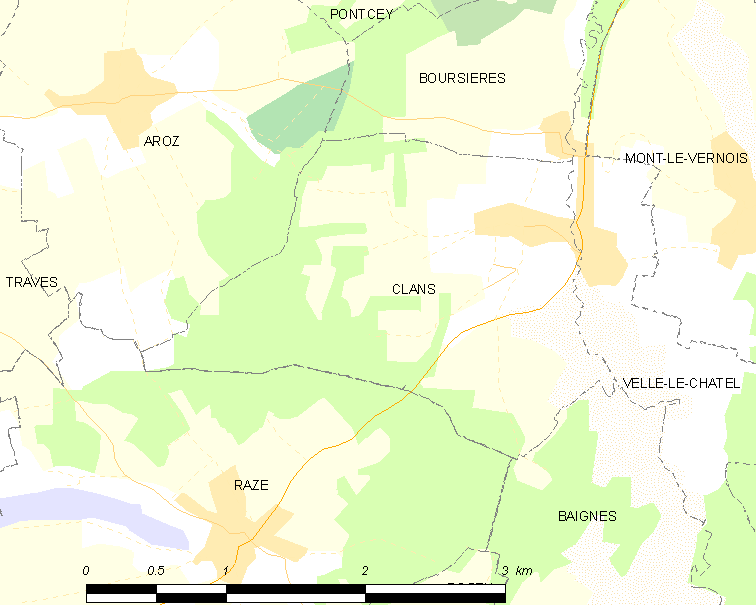
Карта коммуны

В 2010 году среди 78 человек трудоспособного возраста (15—64 лет) 62 были экономически активными, 16 — неактивными (показатель активности — 79,5 %, в 1999 году было 68,7 %). Из 62 активных жителей работали 55 человек (33 мужчины и 22 женщины), безработных было 7 (3 мужчины и 4 женщины). Среди 16 неактивных 5 человек были учениками или студентами, 4 — пенсионерами, 7 были неактивными по другим причинам.